# Katnarat, Lori
Katnarat là một đô thị thuộc tỉnh Lori, Armenia. Dân số ước tính năm 2011 là 1028 người.